# Manko (Akwaya)
Pour les articles homonymes, voir Manko.
Manko  est un village du Cameroun situé dans le département du Manyu et la Région du Sud-Ouest, à proximité de la frontière avec le Nigeria. Il fait partie de la commune d'Akwaya.

## Localisation
Manko est localisé à 6° 18' 43 N et 9° 33' 42 E, à environ 243 km de distance de Buéa, le chef-lieu de la Région du Sud-Ouest, et à 348 km de Yaoundé, la capitale du Cameroun.

## Population
Les habitants sont principalement des Assumbo. En 1967 leur nombre a été estimé à 400. En 1970 on y a dénombré 319 votants.
Lors du recensement de 2005, Manko comptait 1 049 habitants dont 511 hommes et 538 femmes.